# The Moldy Peaches (Album)
The Moldy Peaches ist das namensgebende Debüt-Album der Anti-Folk-Band The Moldy Peaches. Es wurde überwiegend in einem Keller in Port Townsend, Washington aufgenommen und 2001 veröffentlicht. Das Album hat die obskure Eigenschaft in den USA am 11. September 2001, dem Tag der Anschläge auf das World Trade Center, veröffentlicht worden zu sein, und enthält zufälligerweise das Lied „NYC’s Like a Graveyard“ (zu Deutsch: New York ist wie ein Friedhof).
Das Lied „Anyone Else But You“ wurde in dem Academy-Award-ausgezeichneten Film Juno verwendet. Der Film und der Soundtrack enthalten auch eine Version, die von den beiden Hauptdarstellern im Film, Elliot Page und Michael Cera, gesungen wurde.

## Titelliste
1. „Lucky Number Nine“ – 2:08
2. „Jorge Regula“ – 3:06
3. „What Went Wrong“ – 1:36
4. „Nothing Came Out“ – 5:04
5. „Downloading Porn with Davo“ – 2:24
6. „These Burgers“ – 2:01
7. „Steak for Chicken“ – 2:43
8. „On Top“ – 2:03
9. „Greyhound Bus“ – 1:15
10. „Anyone Else But You“ – 2:59
11. „Little Bunny Foo Foo“ – 1:19
12. „The Ballad of Helen Keller & Rip Van Winkle“ – 2:08
13. „Who’s Got the Crack“ – 3:25
14. „Lucky Charms“ – 3:08
15. „D.2. Boyfriend“ – 1:39
16. „I Forgot“ – 2:09
17. „Lazy Confessions“ – 1:48
18. „NYC’s Like a Graveyard“ – 3:15
19. „Goodbye Song“ – 2:13